# Браина
Браина (алб. Brainë/Gjyteti) је насеље у општини Подујево на Косову и Метохији. Атар насеља се налази на територији катастарске општине Браина површине 1738 ha.

## Географија
Изнад Браине издиже се Браина чука, мањи вулкански центар у оквиру Лецког вулканског комплекса. Браина чука удаљена је 6 km источно од Батлавског језера. Њена надморска висина је 1070 m, релативна висина око 200 m, док је у основи широка око 1200 m. Изграђена је од хорнбленда-биотитских андезита и на свим странама око купе има пирокластичног материјала. Процена је да је старост ове вулканске структуре олиго-миоценска. 
У околини Браине запажају се остаци Туларске калдере. То је најмања калдера у лецком андезитском комплексу, а вероватно и најмлађа. Грађа туларске калдере је ексцентрична и вероватно је да су вулкански центри мигрирали од југа према северу све до данас очуваног центра на Браини.

## Историја
О селу Браина код Подујева постоји више писаних помена из средњег века. Најранији помен датира из 1355. године, када је српски цар Стефан Урош IV даровао метохију Пречисте Браинасе руском манастиру Св. Пантелејмона на Светој гори. У турским пописима из 1455, 1477. и 1487. године наводи се да у Браини има 67 српских кућа.
У 14. веку у селу су постојале три цркве. Наместо њих, сада се у селу налазе остаци једне цркве зарасле у шибље и коров, темељи цркве која је можда била посвећена Светом Николи и старо српско гробље, оскрнављено у Другом светском рату.

## Демографија
Насеље има албанску етничку већину.
Број становника на пописима:
- попис становништва 1948. године: 839
- попис становништва 1953. године: 917
- попис становништва 1961. године: 1038
- попис становништва 1971. године: 1138
- попис становништва 1981. године: 1215
- попис становништва 1991. године: 1259